# Чжан Говэй
Чжан Говэ́й (кит. упр. 张国伟, пиньинь Zhāng Guówěi; род. 4 июня 1991) — китайский прыгун в высоту, призёр чемпионатов Азии и Азиатских игр.
Родился в 1991 году в Пэнлае провинции Шаньдун. В 2010 году стал серебряным призёром чемпионата Азии среди юниоров. В 2011 году занял 10-е место на чемпионате мира. В 2012 году принял участие в Олимпийских играх в Лондоне, но медалей не добился, зато стал серебряным призёром чемпионата Азии в помещениях. В 2013 году занял 9-е место на чемпионате мира. В 2014 году стал серебряным призёром Азиатских игр и бронзовым призёром чемпионата Азии в помещениях.